# Centrosema brasilianum
Centrosema brasilianum är en ärtväxtart som först beskrevs av Carl von Linné, och fick sitt nu gällande namn av George Bentham. Centrosema brasilianum ingår i släktet Centrosema och familjen ärtväxter.

## Underarter
Arten delas in i följande underarter:
- C. b. angustifolium
- C. b. brasilianum